# Familia Flintstone: Aventuri în Epoca de Piatră
The Flintstones este un film american lansat în anul 1994, regizat de Brian Levant, și scris de Tom S. Parker, Jim Jennewein și Steven E. de Souza. Este bazat pe serialul animat cu același nume. A fost lansat în cinematografe pe 27 mai 1994.